# История ислама в Южной Италии
Сицилию, Мальту и существенные территории в континентальной Италии в VIII—XI веках занимали исламские государства. Это было продолжением начавшегося в VII веке процесса распространения ислама с Аравийского полуострова и установления халифата, включавшего весь современный Ближний Восток и Северную Африку. Исламское присутствие на континенте было относительно недолгим, эмират со столицей в Бари просуществовал 24 года. Однако арабы также довольно долго контролировали Таранто (840-880), а затем и Реджо (901-956). Гораздо дольше существовали мусульманские государства на Сицилии и Мальте — так, арабское присутствие на Сицилии началось в 827 году, с 965 по 1061 год сарацины контролировали весь остров целиком, и Сицилия окончательно перешла под власть нормандцев лишь в 1091 году.
До прихода арабов Сицилия и Южная Италия находились под властью Византийской империи, их население говорило по-гречески и исповедовало восточное христианство. После завоевания этих территорий арабами, а затем норманнами, там распространился католицизм, а язык был заменён на латынь, хотя даже во время арабского правления существенная часть населения Сицилии исповедовала православие. Тем самым арабские завоевания оказали огромный эффект на современную историю Италии. Ислам оставался одной из религий на Сицилии при норманнах, но полностью исчез к 1300 году.

## Первые арабские нападения
С 535 года Сицилия была провинцией Византийской империи, основным языком острова стал греческий. Власть Византии постепенно ослабевала, и в 652 году на остров впервые вторглись арабские войска халифа Усмана. Войска не ставили целью колонизацию острова и вскоре оставили его. В 669 году произошло второе нападение, когда около 200 кораблей вышли из Александрии. Арабы взяли Сиракузы, но через месяц вернулись в Египет. Однако к концу VII века арабы уже завоевали всю Северную Африку. Используя порт Карфагена как базу и строя там корабли, они могли постоянно угрожать Сицилии. Около 700 года арабы захватили лежащий западнее Сицилии остров Пантеллерия. Лишь разногласия среди арабов помешали им атаковать в том же году Сицилию. Позже с Византией были заключены торговые соглашения, в результате чего арабские купцы смогли торговать в портах Сицилии. Новые нападения на остров произошли в 703, 728, 729, 730, 731, 733 и 734 годах, причём последние два встретили существенное сопротивление Византии.
В 740 году было предпринято первое военное нападение на Сицилию с целью реального завоевания острова. Арабский военачальник Хабиб, участвовавший в нападении 728 года, смог завоевать Сиракузы. Берберское восстание в Северной Африке, однако, вынудило арабов покинуть остров и вернуться в Тунис. Повторное нападение в 752 году имело целью лишь взятие Сиракуз.
В 805 году императорский наместник на Сицилии, Константин, заключил десятилетнее перемирие с эмиром Ифрикии Ибрагимом I ибн аль-Аглабом. Тем не менее, флоты других исламских государств из Северной Африки и Андалусии с 806 по 821 год совершали регулярные атаки на Сардинию и Корсику. В 812 году сын Ибрагима, Абдалла I, послал военную экспедицию на завоевание Сицилии, однако флот существенно пострадал при взятии Гаэты и Амальфи, а потом был практически уничтожен штормом. Тем не менее, арабам удалось завоевать остров Лампедуза, а также разорить острова Понца и Искья. Новое соглашение между наместником Григорием и эмиром установило свободу торговли между южной Италией и Ифрикией (современный Тунис). В 819 году Мохаммед ибн-Абдалла, двоюродный брат эмира, напал на Сицилию, но затем арабские нападения прекратились до 827 года.

## Ислам в континентальной Италии

### Таранто
В 840 году под власть сарацинов попал город Таранто, до того находившийся под ломбардским контролем. На сорок лет Таранто стал базовым портом арабов, из которого совершались атаки по всему адриатическому побережью. В 840 году они разгромили венецианский флот, вызванный византийским императором Феофилом. В 850 году сарацинские армии выступили из Таранто и Бари для захвата Кампании, Апулии, Калабрии и Абруцци. В 854 году было организовано нападение на Салерно. В 875 году сарацины, возможно с острова Крит, совершили рейд по северной Адриатике, атаковали Градо и сожгли Комаккьо, что непосредственно угрожало Венеции. Существование исламского государства в Таранто было прекращено в 880 году, когда две византийские армии и флот отвоевали город у арабов. Византийцы продали в рабство и депортировали всё население, вместо этого заселив город греками. Сарацины снова захватили Таранто на короткое время в 882 году, опустошили город во время нападения 922 года, и затем снова 15 августа 927 года, когда они продали всё население в рабство в Северную Африку. Таранто оставался без населения до завоевания Византией в 967 году.

### Бари
С 847 по 871 год город Бари был захвачен сарацинами, и на окружающих его землях существовал Барийский эмират. Это было небольшое исламское государство с эмиром во главе, фактически независимое, но формально подчинявшееся халифату. За всю историю эмирата им управляли три эмира. Первый,Халфун (847—852), был бывшим вассалом эмиров североафриканской (тунисской) династии Аглабидов. Возможно, он был берберского происхождения. После смерти Халфуна ему наследовал [[Мутарраг ибн-Саллам|Муфаррак ибн Саллам]], расширивший территорию эмирата и укрепивший позиции ислама в нём. Он обратился в Багдаде к халифу Аббасидов, а также правителю провинции халифата Египет с просьбой о признании его вали, правителя территориального подразделения халифата. Признание было даровано, но уже после его смерти. Последним эмиром Бари был [[Савдан|Савдан]], пришедший к власти около 857 года после убийства Муфаррака. Он известен многочисленными вторжениями на территории своих христианских соседей, в первую очередь княжества Беневенто. Барийский эмират вступил в оппозицию к императору Священной Римской империи Людовику II, что в итоге привело к его падению в результате совместных атак Людовика со своими вассалами и далматинского флота в феврале 871 года. Савдан попал в плен и в цепях был привезён в Беневенто.

### Лацио и Кампания
В течение всего IX века арабские корабли контролировали Тирренское море. В частности, арабы постоянно нападали на города побережья, такие как Амальфи, Гаэта, Неаполь и Салерно. Города были вынуждены заботиться о собственной обороне, и это привело к отделению самостоятельных Гаэтанского герцогства и Амальфитанского герцогства от герцогства Неаполь. Нападения арабов на эти государства не привели к их захвату. Однако христианские государства лежавшей южнее Кампании не смогли объединиться для защиты от нападений, и оказались не готовыми к ним. К тому же сарацины часто входили в союз с Гаэтой, Амальфи и Неаполем. Впервые арабские войска оказались на территории континентальной Италии, когда герцог Неаполя Андрей II использовал сарацинов в качестве наёмников для войны с Сикардом, князем Беневенто. В 836 году Сикард использовал собственных сарацинских наёмников, после чего их использование стало проводиться на регулярной основе. В Минтурно был образован лагерь сарацин, и римские папы долгое время пытались уничтожить его. В 915 году папа Иоанн X сумел объединить силы Южной Италии (за исключением Амальфи и Неаполя), ломбардцев и византийцев против сарацин, и после битвы при Гарильяно, состоявшейся в этом же году, сарацины были окончательно изгнаны из Лацио и Кампании. Отдельные сарацинские нападения продолжались ещё около века.

## Исламская Сицилия

### Арабское завоевание Сицилии (827—902)
В 827 году аглабидские эмиры послали на завоевание Сицилии армию из 10 тысяч пехотинцев и 700 всадников, которой командовал кадий Асад ибн аль-Фурат. На самой Сицилии армия пользовалась поддержкой Эвфемия, опального бывшего командующего византийским флотом. После высадки войска в Мадзара-дель-Валло к нему присоединились верные Эвфемию войска. Первое сражение против византийских войск произошло 15 июля 827 года около Мадзары и закончилось победой мусульманской армии. Затем Асад завоевал южное побережье острова и взял Сиракузы в осаду, но после эпидемии чумы армия была вынуждена отойти в Минео, а после неудачного наступления вернуться в Мадзару.
В 830 году мусульмане получили подкрепление из 30 тысяч солдат из Африки и Андалусии. Берберские войска отправились к Палермо и заняли город после годичной осады в 831 году. Палермо, под названием Аль-Мадина. стало мусульманской столицей Сицилии.
Арабам потребовалось ещё более ста лет, чтобы полностью завоевать остров. В 902 году была взята Таормина, и к 965 году мусульмане контролировали всю Сицилию.

### Аглабидская и фатимидская Сицилия (902—965)
До 909 года Сицилия находилась под контролем Аглабидов, которые постепенно завоёвывали остров. На остров переселялись мусульмане из Северной Африки, Азии и Андалусии. Так, юг Сицилии был заселён в основном берберами. Эмир, резиденция которого находилась в Палермо, назначал кади — правителей больших городов и хакимов — менее значительных поселений, а также других чиновников. В каждом городе существовал совет (гема), состоявший из наиболее уважаемых граждан и занимавшийся поддержанием порядка и организацией общественных работ. Население Сицилии частично обратилось в ислам, частично оставалось на положении зимми.
Арабы провели земельную реформу, которая увеличила производительность труда в сельском хозяйстве и привела к росту малых хозяйств, а также улучшили систему ирригации. В X веке Палермо с населением 300 тысяч человек был самым населённым городом Италии.
В 909 году Аглабидов сменили Фатимиды. Через четыре года в Палермо Ахмед ибн-Кохроб сместил фатимидского правителя (подчинявшегося Северной Африке) и объявил себя эмиром независимой Сицилии. В 914 году ему удалось уничтожить фатимидский флот, но ещё через год из-за провала экономических реформ началось восстание среди берберов на юге острова. Восставшие поймали и повесили ибн-Кохроба, а в 917 году фатимидский калиф Убейдаллах послал на остров армию, которая захватила Палермо и восстановила правление династии Фатимидов. В 937 году в Агридженто новое восстание берберов оказалось неудачным, но продолжалось до 941 года и было подавлено только присланными из Африки войсками.

### Независимый эмират (965—1091)
В 948 году фатимидский калиф Исмаил аль-Мансур назначил Хасана аль-Кальби эмиром Сицилии (948—964). Последний смог победить византийцев и основал династию Кальбитов. Кальбиты нападали на Южную Италию вплоть до прекращения существования эмирата в XI веке. Так, в 982 году войско императора Священной Римской империи Оттона II потерпело поражение от мусульман около Кротоне в Калабрии.
Период упадка эмирата начался с правления эмира Юсуфа аль-Кальби (990—998). Сын последнего Джафар аль-Кальби проводил крайне жёсткую внутреннюю политику. После того, как берберы подняли восстание против него, он изгнал всех берберов с острова. При Аль-Акхале (1017—1037) обострились династические распри, так что часть правящей семьи вступала в союз с Византией и берберской династией Зиридов. К началу правления эмира Хасана ас-Самсама (1040—1053) эмират фактически распался на враждовавшие между собой крохотные княжества.

### Упадок и нормандское завоевание
В XI веке различные правители Южной Италии, которым мусульмане постоянно угрожали своими набегами, начали прибегать к помощи нормандских наёмников. В результате именно нормандцы под предводительством Рожера I завоевали Сицилию, прекратив существование эмирата. В 1060 году нормандец Роберт Гвискар вторгся на Сицилию, которая в этот момент была поделена на три примерно равных по силе и размеру эмирата. Христианское население приветствовало нормандцев. Рожер I, захватив предварительно Апулию и Калабрию, с армией из 700 рыцарей завоевал Мессину. В 1068 году он нанёс поражение мусульманам при Мизильмери, а после ключевой битвы за Палермо Сицилия практически полностью перешла под контроль нормандцев. Завоевав остров, нормандцы сместили эмира Юсуфа ибн-Абдаллу.
Отдельные области Сицилии ещё некоторое время находились под властью мусульманских правителей. Так, Энна (Каср-Ианни) управлялась эмиром Ибн аль-Хавасом в течение многих лет. Его преемник, Ибн-Хамуд, в 1087 году сдался нормандцам и перешёл в христианство. Вместе со своей семьёй, он получил дворянское достоинство и поместье в Калабрии, где и закончил свои дни. В 1091 году последние мусульманские города, Бутера и Ното, а также Мальта, сдались христианам, на чём Сицилийский эмират формально прекратил своё существование.
Нормандское Королевство Сицилия отличалось религиозной толерантностью; арабский в течение как минимум века оставался одним из государственных языков. Внук Рожера II Фридрих II Гогенштауфен (1215—1250) разрешил мусульманам селиться на материке и строить мечети. Они могли служить в армии, и даже среди телохранителей Фридриха были мусульмане. Вместе с тем, под давлением римских пап, Фридрих предпринял и ряд репрессивных мер против ислама. Это вызвало восстания сицилийских мусульман, которые, в свою очередь, были подавлены. Фридрих II приказал переселить всё мусульманское население Сицилии вглубь материка, в Лучеру. Процесс переселения шёл постепенно, последние депортации произошли в 1240-х годах. (В 1300 году мусульманская колония в Лучере была уничтожена неаполитанским королём Карлом II). Население Сицилии было латинизировано и обращено в римско-католическую религию.

## Арабские и исламские влияния
Ислам оказал существенное влияние на культуру и язык Южной Италии, которое заметно и в настоящее время. На Сицилии после нормандского завоевания возник особый стиль в архитектуре, известный под названием арабо-нормандского. В архитектурных сооружениях XI—XIII веков соединяются арабские, византийские, романские и нормандские черты. Этот эклектический стиль встречается только на Сицилии, наиболее известные памятники этого стиля сохранились в Палермо и включают, среди прочего, кафедральный собор. Арабо-нормандские черты присущи и другим памятникам этого времени за пределами Сицилии, как то некоторые дома в Мдине на Мальте или кафедральный собор Салерно.
Следы арабского влияния сохранились в сицилийском языке, а также в географических названиях. Так, множество названий с корнями «Калата-» или «Кальта-» происходят от арабского Qal`at… (قلعة) — «замок».
Знание арабского языка было довольно распространено в Италии в XI—XIII веках. Утверждается, например, что император Фридрих II Гогенштауфен, наряду с другими языками, говорил по-арабски.